# حديقة كيسمايو الوطنية
حديقة كيسمايو الوطنية (KNP) (بالصومالية: Beerta Xayawanadka Kismaayo)‏ والمعروفة أيضًا باسم هبر والد هي حديقة وطنية في الصومال، تقع على بعد 17 ميلاً من مدينة كيسمايو.
تعد الحديقة موطنًا للحيوانات الأصلية من المنطقة، مثل قرد الفرفيت. وهذه الخاصية تجعل هذه الحديقة مميزة وفريدة من نوعه.
خلال فترة الجفاف، قامت الحكومة السابقة ببناء برك أو بحيرات صغيرة لتجنب الهجرة، ويقول البعض إن الفهود والحيوانات المفترسة الأخرى ومعظم الإمبالا والفيلة لم تهاجر أبدًا بسبب توفر المياه على مدار السنة، والمرة الوحيدة التي تهاجر فيها معظمها هي عندما كانت البلاد في حالة حرب نفسها تم رصد الضباع وكذلك الأسود وعدد قليل من الحيوانات المفترسة الأخرى. 